# Mann gegen Mann
Mann gegen Mann è un singolo del gruppo musicale tedesco Rammstein, pubblicato il 3 marzo 2006 come terzo estratto dal quinto album in studio Rosenrot.

## Descrizione
Il testo tratta dell'omosessualità. Il titolo è ispirato alla canzone Mujer contra mujer (donna contro donna) del gruppo spagnolo Mecano attivo negli anni ottanta e nei primi anni novanta, canzone anch'essa trattante il tema dell'omosessualità, però al femminile.
La parte musicale nacque da un giro di basso scritto da Oliver Riedel, il resto fu completato poi da Christian Lorenz, Richard Kruspe e Till Lindemann.

## Video musicale
Il video fu oggetto di controversie, dato che ritrae i membri del gruppo completamente nudi (anche se i genitali non sono visibili). Nelle reti televisive locali fu trasmesso solo a tarda notte, in fascia non protetta.

## Tracce
CD (Germania)
1. Mann gegen Mann – 3:52
2. Mann gegen Mann (Popular Music Mix by Vince Clarke) – 4:06

CD (Regno Unito)
1. Mann gegen Mann – 3:51
2. Rosenrot (The Tweaker Remix by Tweaker) – 4:34

CD maxi (Germania, Regno Unito)
1. Mann gegen Mann – 3:52
2. Mann gegen Mann (Popular Music Mix by Vince Clarke) – 4:06
3. Mann gegen Mann (Musensohn Remix by Sven Helbig) – 3:14
4. Ich will (Live Video at Festival de Nimes) – 4:07

12" (Regno Unito)
- Lato A

1. Mann gegen Mann – 3:52

- Lato B

1. Rosenrot (3AM at Cosey Remix by Jagz Kooner) – 4:50

## Formazione
Gruppo
- Christoph Doom Schneider – batteria
- Doktor Christian Lorenz – tastiera
- Till Lindemann – voce
- Paul Landers – chitarra
- Richard Z. Kruspe – chitarra
- Oliver Riedel – basso

Altri musicisti
- Florian Ammon – programmazione Logic e Pro Tools
- Matthias Wilke – direzione del coro

Produzione
- Jacob Hellner – produzione
- Rammstein – produzione
- Ulf Kruckenberg – ingegneria del suono
- Stefan Glaumann – missaggio
- Howie Weinberg – mastering